# Canal de Colmar
Het Canal de Colmar is een kanaal in het noordoosten van Frankrijk. Het verbindt de stad Colmar met het Grand Canal d'Alsace bij de monding van dit laatste in de Rijn. Oorspronkelijk was het Canal de Colmar verbonden met het Canal du Rhône au Rhin ter hoogte van Artzenheim. Na de opening van het Grand Canal d'Alsace werd een gedeelte van het Canal du Rhône au Rhin echter buiten gebruik gesteld. Om Colmar toch bereikbaar te houden voor de scheepvaart werd daarom van Kunheim tot Volgelsheim een nieuw kanaalpand gegraven. Het kanaal dat in Colmar doodloopt in de havenkom telt 3 sluizen.